# Benedekvágása
Benedekvágása (1899-ig Benedikócz, szlovákul: Beňadikovce) község Szlovákiában, az Eperjesi kerület Felsővízközi járásában.

## Fekvése
Felsővízköztől 14 km-re délre, a Radomka-patak partján fekszik.

## Története
A falut a német jog alapján alapították a radomai uradalom területén a 14. században. Első írásos említése 1414-ből származik „Benedukwagasa” néven. 1427-ben 31 adózó portája volt, a makovicai uradalomhoz tartozott. 1492-ben „Benedikocz” alakban szerepel. A 15. század végén lengyel hadak pusztították el. 1710-ben a kuruc háborúk és a járványok következtében majdnem teljesen elnéptelenedett. 1789-ben 41 házában 341 lakos élt.
A 18. század végén Vályi András így ír róla: „BENEDIKÓCZ. Mező Város Sáros Vármegyében, földes Ura Desöfy Uraság, lakosai katolikusok, és ó hitűek, fekszik Stropkóhoz 3/4. mértföldnyire Zemplén Vármegyének széle felé, határjának két nyomásbéli földgye termékeny, és nagy; réttye kétszer kaszáltatik, mivel pedig legelője, és erdeje szűken van, második Osztálybéli.”
1828-ban 68 háza és 502 lakosa volt. Lakói mezőgazdasággal és állattartással foglalkoztak.
Fényes Elek 1851-ben kiadott geográfiai szótárában így ír a faluról: „Benedikócz, orosz falu, Sáros vgyében,, Kurimához keletre egy órányira: 12 r., 481 g. kath., 12 zsidó lak. Gör. anyatemplom. F. u. gróf Erdődy, gr. Szirmay. Utolsó postája Bártfa.”
1920 előtt Sáros vármegye Girálti járásához tartozott.
A háború után lakói favágók, fuvarosok, kosárfonók voltak. Később a mezőgazdaságon kívül Kelet-Szlovákia ipari üzemeiben dolgoztak.

## Népessége
| Év:            | 1994. | 2004.   | 2014.    | 2024.    |
| -------------- | ----- | ------- | -------- | -------- |
| Emberek száma: | 254   | 244     | 219      | 187      |
| Eltérés:       |       | -3,93 % | -10,24 % | -14,61 % |

| Év:            | 2023. | 2024.   |
| -------------- | ----- | ------- |
| Emberek száma: | 181   | 187     |
| Eltérés:       |       | +3,31 % |

1910-ben 362, túlnyomórészt szlovák lakosa volt.
2001-ben 230 lakosából 201 szlovák és 29 ruszin volt.
2011-ben 230 lakosából 179 szlovák és 37 ruszin.

## Nevezetességei
Görögkatolikus temploma 1700-ban épült barokk stílusban, 1800 körül átépítették.